# Vairumati
Vairumati es un cuadro del pintor francés Paul Gauguin, realizado en óleo sobre lienzo. Mide 73 cm de alto y 94 cm de ancho. Fue pintado en 1897, durante la segunda estancia de Gauguin en la Polinesia, a donde había vuelto en marzo de 1895. 
Se encuentra en el Museo de Orsay, París, Francia, con la referencia núm. 559 del catálogo de Wildenstein. 

## Descripción
El cuadro representa una joven polinesia sentada a la cabecera de una cama y apoyada sobre su brazo derecho. Tiene el torso desnudo y una prenda enrollada a la cintura. Cerca de ella, a su espalda, una alegórica ave blanca apresa entre sus garras a un lagarto negro. Al fondo, en la esquina superior derecha del cuadro, se distinguen dos mujeres tahitianas sentadas en el suelo. No es posible determinar con exactitud lo que están haciendo, aunque su postura evoca una actitud ritual o cultual, que recuerda a los bajorrelieves de Borobudur. La muchacha tahitiana que constituye el motivo central del cuadro se reclina ausente sobre un lecho florido, cuyo cabecero dorado destaca sobre la tierra rojiza. El fondo está poblado de vegetación de tonos verdes y amarillos. A la manera de un encuadre fotográfico, los elementos en primer término, la muchacha y el lecho, aparecen con mayor nitidez que las mujeres y la vegetación del fondo, provocando una sensación de perspectiva. La luz incide desde el ángulo izquierdo de la imagen, proyectando las sombras hacia el lado opuesto, si bien de manera caprichosa. La luminosidad del pájaro blanco y del cabecero bruñido contrasta con el espacio umbrío que se abre a la derecha del cuadro.

## La leyenda de Vairaumati
La pintura describe una escena perteneciente a la leyenda de Vairaumati (transcrito por Gauguin como Vairumati). Gauguin supo de ella a través del libro Voyage aux îles du Grand Océan (1837) de Jacques Antoine Moerenhout, aunque ya había sido recogida anteriormente por Williams Ellis en su obra Polynesian Researches (1830). Gauguin hizo su particular relato del mito en Ancien culte mahori (1892), donde incluía pasajes literales de Moerenhout y hacía hincapié en los paralelismos con la Biblia. En Noa Noa (1893) lo explicaba como una historia revelada por su amante Teha’amana.
Oro, dios de la guerra e hijo del dios creador Ta'aora, quiso tomar por esposa a una joven mortal, virgen y hermosa, para fundar una estirpe superior entre los hombres. Sus hermanas, las diosas Teuri y Haoaoa, recorrieron las islas en busca de una mujer digna del dios (la Vaiaraumati). Finalmente la hallaron en un valle de Bora Bora. «Era alta y el fuego del sol brillaba en su áurea piel». Oro extendió un arcoíris para descender hasta Bora Bora, y Vairaumati le recibió con una mesa repleta de frutas y una cama ataviada con los más finos tejidos y exquisitos bordados. Cada atardecer, Oro bajaba por el arcoíris para yacer con Vairaumati, y por la mañana regresaba al cielo; así, hasta que Vairaumati quedó encinta. Según la leyenda, su hijo Hoa Tapu te Rai (el «Amigo Sagrado de los Cielos») fue el fundador de la dinastía de los ariois.
Vairaumati fue divinizada y los ariois constituyeron una secta consagrada a Oro, a la guerra y al amor libre. Los exóticos ritos sexuales que practicaban escandalizaron a los primeros europeos que arribaron a las islas, y la sociedad acabó siendo erradicada por los misioneros y las autoridades coloniales.

## Simbolismo
Gauguin se sentía fascinado por este mito épico de los ariois. La figura de Vairaumati le parecía una suerte de Eva mítica, una diosa-madre, fuente de vida. La leyenda posee ciertos rasgos familiares para un europeo. El dios griego Zeus también se había procurado la compañía de mortales, y el dios cristiano había designado a un pueblo elegido. Trazando un paralelismo con el personaje bíblico de Noé, Gauguin alude a la paloma que trajo la nueva semilla del cielo a la tierra.
En 1897 el pintor atravesaba una complicada situación personal. Las críticas a su última exposición en París lo habían deprimido y, para colmo, se encontraba enfermo. Su bajo estado anímico le inducía a pensar en el suicidio. Las obras realizadas en este periodo están marcadas por un simbolismo casi indescifrable. La mujer continúa siendo la protagonista de sus cuadros, pero representada de manera más tosca y primitiva. 
Su Vairumati descansa sobre una cama suntuosa, a modo de altar en honor del dios Oro, a la espera de consumar el sacrificio. Las mujeres del fondo podrían ser las diosas Teuri y Haoaoa, quienes actuaron como celestinas. El pájaro blanco vendría a ser el símbolo de la semilla regeneradora. En una carta posterior, el pintor explicaría que esta extraña ave blanca, que aferra un lagarto negro bajo sus patas, representa la inutilidad de las palabras vanas.

## Obras relacionadas
El mito de Vairumati ya había inspirado al pintor francés dos cuadros anteriores basados en la misma leyenda: Vaïraumati têi oa ("Vairaumati es su nombre", 1892) y Te aa no Areois ("La semilla de los ariois", 1892). Todos ellos representan una figura femenina sedente, sentada o reclinada sobre el lecho, a la espera de su amante celestial y en medio de una vegetación exuberante. El arquetipo de las sucesivas versiones es la figura del cuadro L'Espérance ("La esperanza") de Pierre Puvis de Chavannes, del que Gauguin había hecho una copia.

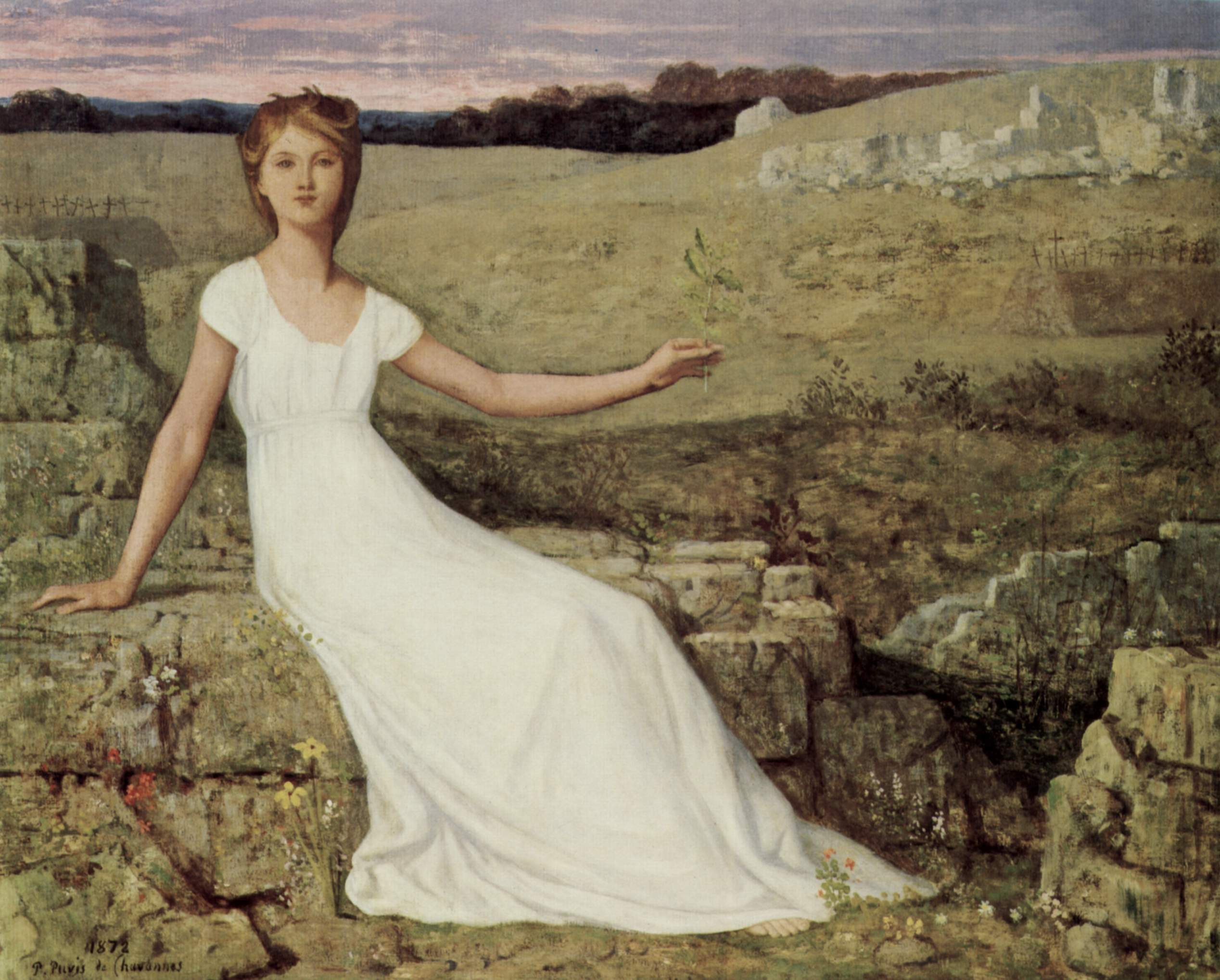
L'espérance (1872) de Puvis de Chavannes. El pintor hizo dos versiones, una vestida y otra desnuda.
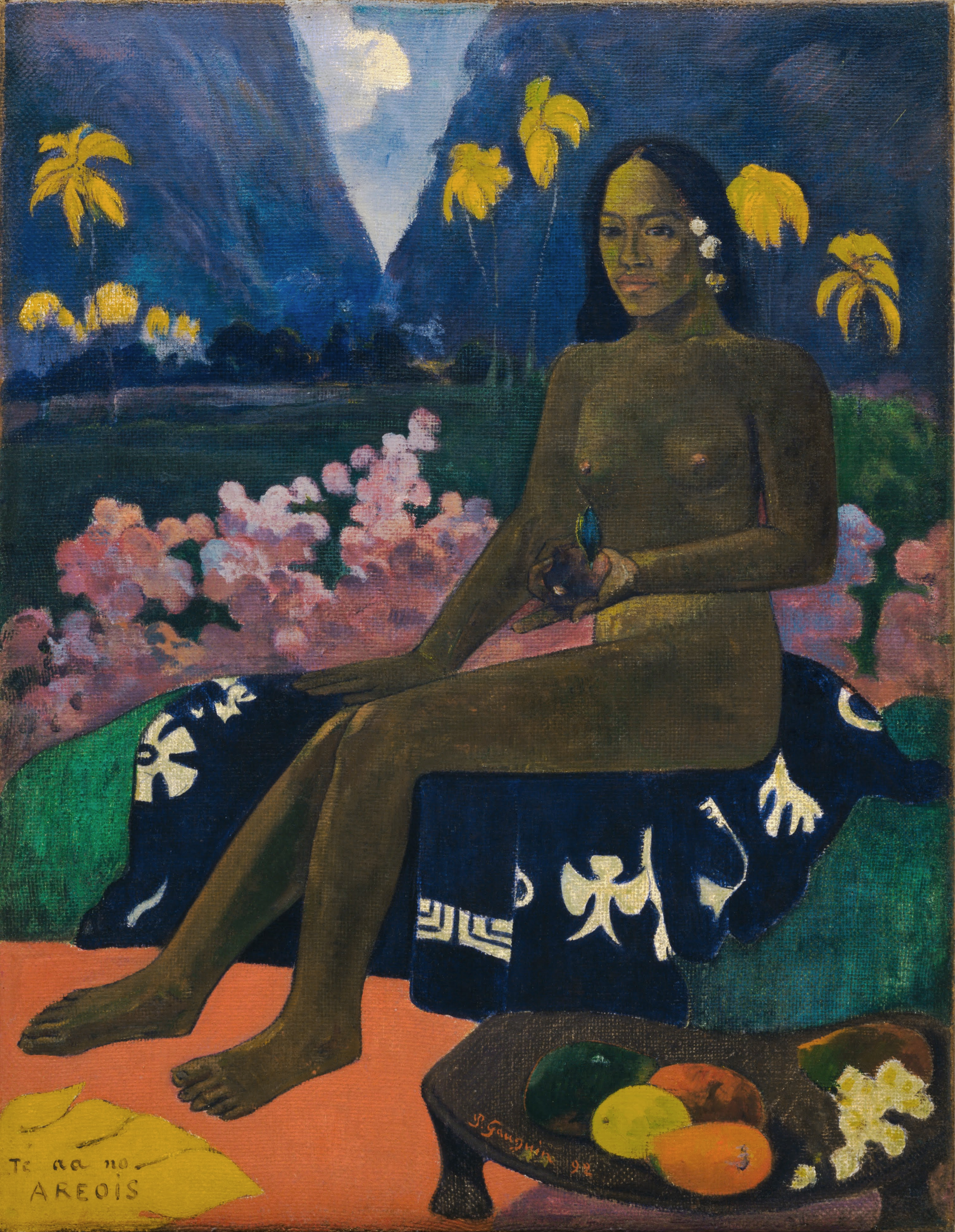
La semilla de los ariois (1892)
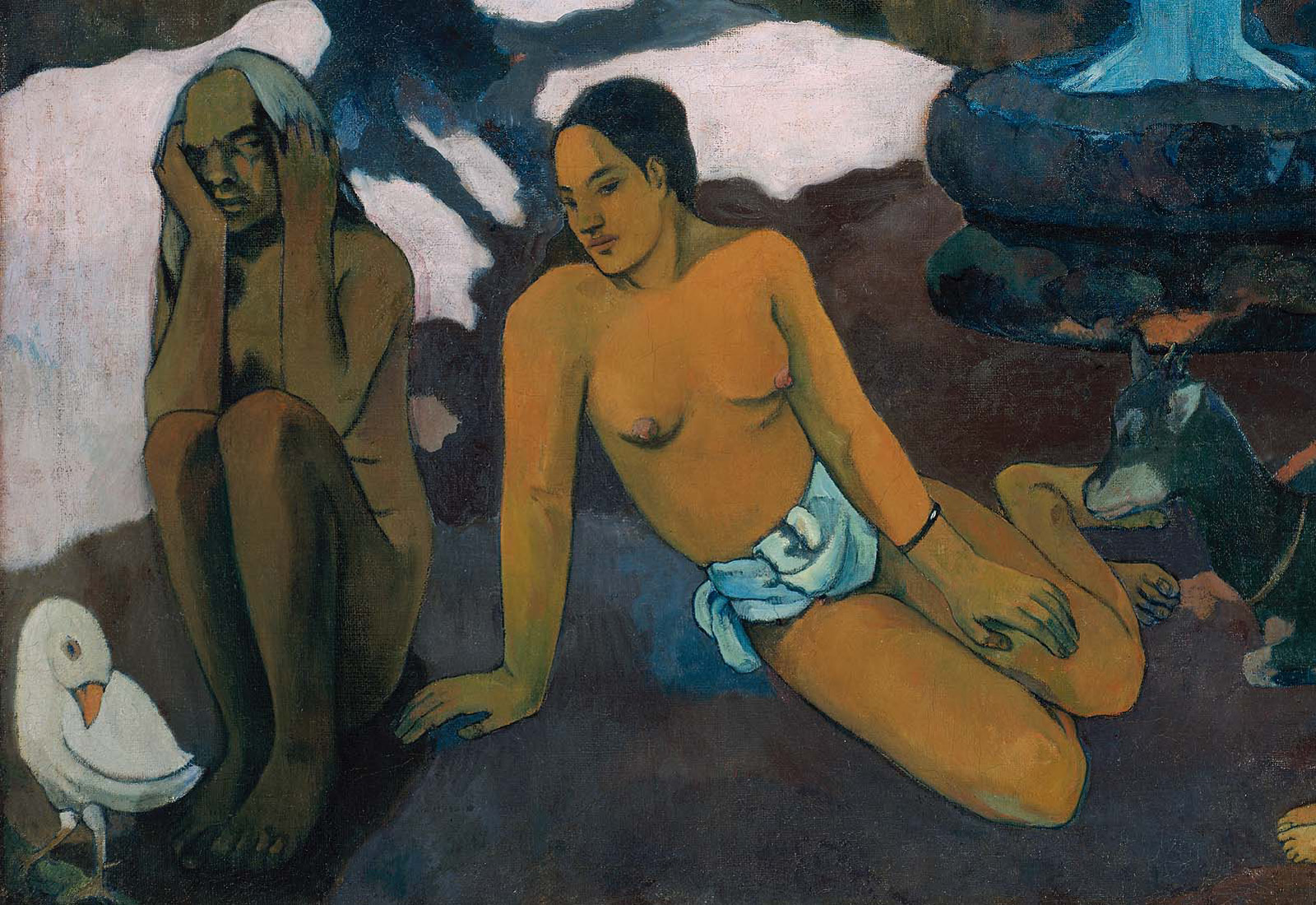
¿De dónde venimos? ¿Quiénes somos? ¿Adónde vamos? (1897) (Detalle)

En su monumental obra ¿De dónde venimos? ¿Quiénes somos? ¿Adónde vamos? (1897), Gauguin representa el ciclo de la vida desde el nacimiento hasta la muerte. En él aparece una réplica de Vairumati, echada en el suelo junto a una mujer vieja y un pájaro blanco. Gauguin liga aquí la muerte a la reencarnación y la divinización.
Poco después de pintarlo recibió la noticia de la muerte de su hija Aline, de diecinueve años. En el manuscrito de textos y dibujos que le dedicó, Cahier pour Aline, incluiría la figura de Vairumati en la portada.

## Historial
En 1898 fue adquirido por el marchante Amboise Vollard, y más tarde pasó a formar parte de la colección del japonés Kojiro Matsukata. En 1959 fue cedido al estado francés en aplicación del tratado de paz con Japón. Asignado en un primer momento al Museo del Louvre y luego a la galería Jeu du Paume de París, desde 1986 se expone en las salas del Museo de Orsay.
La obra está publicada en el catálogo de Wildenstein (1964) con el número 559, y en el catálogo de Gabriele Sugana (1972) con el número 379.